# UEFA Women’s Champions League 2012/13

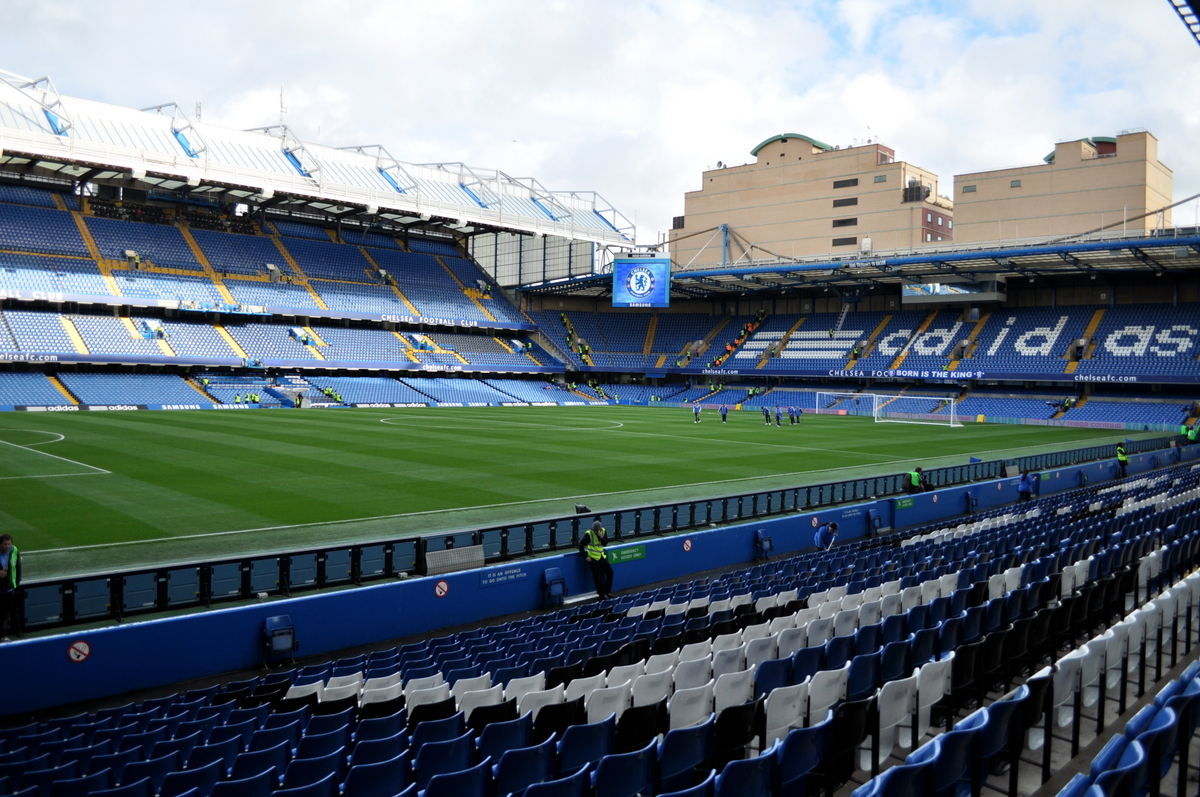
Die Stamford Bridge – Austragungsstätte des Endspiels

Die UEFA Women’s Champions League 2012/13 war die zwölfte Ausspielung des europäischen Meisterwettbewerbs für Frauenfußballvereine und der vierte unter dieser Bezeichnung. 54 Mannschaften aus 46 Ländern spielten um den Titel. Der Wettbewerb begann mit den ersten Spielen der Qualifikationsrunde am 11. August 2012 und endete mit dem Finale am 23. Mai 2013 im Londoner Stadion Stamford Bridge. Der VfL Wolfsburg sicherte sich bei seiner ersten Teilnahme den Titel durch einen 1:0-Finalsieg über den Titelverteidiger Olympique Lyon.

## Teilnehmer
An der UEFA Women’s Champions League 2012/13 nahmen 46 Landesmeister sowie die Vizemeister der acht stärksten Landesverbände teil. Für die Ermittlung der stärksten acht Landesverbände wurde die UEFA-Fünfjahreswertung herangezogen. Die 14 Landesmeister der stärksten Landesverbände sowie die acht Vizemeister erhalten ein Freilos und greifen erst im Sechzehntelfinale in den Wettbewerb ein. Die restlichen Landesmeister müssen erst an einer Qualifikationsrunde teilnehmen.

## Modus
Zunächst spielen die Vereine aus den 32 am schlechtesten platzierten Verbänden in einer Qualifikationsrunde zehn Teilnehmer für die Hauptrunde aus, in welcher 22 weitere Vereine hinzukommen. Die Partien der Hauptrunde bis einschließlich des Halbfinales werden in Hin- und Rückspielen ausgetragen. Die Mannschaft, die in beiden Spielen mehr Tore erzielt, zieht in die nächste Runde ein. Erzielen beide Mannschaften gleich viele Tore, entscheidet die Anzahl der Auswärtstore. Ist auch die Anzahl der Auswärtstore gleich, wird das Rückspiel verlängert. Erzielen beide Mannschaften in der Verlängerung gleich viele Tore, gewinnt die Auswärtsmannschaft aufgrund der mehr erzielten Auswärtstore. Werden keine Tore erzielt, wird die Begegnung im Elfmeterschießen entschieden. Das Finale wird in einem Spiel entschieden. Bei einem Unentschieden folgt zunächst eine Verlängerung und dann ggf. ein Elfmeterschießen.

## Qualifikation
Die Auslosung der Qualifikation fand am 28. Juni 2012 in der UEFA-Zentrale im schweizerischen Nyon statt. Die acht Miniturniere wurden in der Zeit vom 11. bis 16. August 2012 ausgetragen. Die acht Gruppensieger und die zwei besten Gruppenzweiten qualifizierten sich für das Sechzehntelfinale, in dem die gesetzten Mannschaften sowie die Vizemeister in den Wettbewerb eingriffen. Bei der Ermittlung der besten Zweiten wurde das Spiel gegen den jeweiligen Gruppenletzten nicht berücksichtigt.

### Gruppe 1
Turnier in Beltinci und Lendava (Slowenien).
| Pl. | Verein                | Sp. | S | U | N | Tore    | Diff. | Punkte |
| --- | --------------------- | --- | - | - | - | ------- | ----- | ------ |
| 1.  | FC Zürich             | 3   | 3 | 0 | 0 | 014:000 | +14   | 09     |
| 2.  | ŽNK Pomurje Beltinci  | 3   | 2 | 0 | 1 | 013:500 | +8    | 06     |
| 3.  | Ataşehir Belediyespor | 3   | 1 | 0 | 2 | 005:100 | −5    | 03     |
| 4.  | Gintra Universitetas  | 3   | 0 | 0 | 3 | 003:200 | −17   | 0      |

| 11. August 2012       |     |                       |
| FC Zürich             | 2:0 | ŽNK Pomurje Beltinci  |
| Gintra Universitetas  | 2:3 | Ataşehir Belediyespor |
| 13. August 2012       |     |                       |
| FC Zürich             | 4:0 | Ataşehir Belediyespor |
| ŽNK Pomurje Beltinci  | 9:1 | Gintra Universitetas  |
| 16. August 2012       |     |                       |
| Gintra Universitetas  | 0:8 | FC Zürich             |
| Ataşehir Belediyespor | 2:4 | ŽNK Pomurje Beltinci  |

### Gruppe 2
Turnier in Subotica und Novi Sad (Serbien).
| Pl. | Verein              | Sp. | S | U | N | Tore    | Diff. | Punkte |
| --- | ------------------- | --- | - | - | - | ------- | ----- | ------ |
| 1.  | BIIK Kazygurt       | 3   | 3 | 0 | 0 | 009:000 | +9    | 09     |
| 2.  | FK Spartak Subotica | 3   | 2 | 0 | 1 | 008:200 | +6    | 06     |
| 3.  | FC NSA Sofia        | 3   | 1 | 0 | 2 | 002:110 | −9    | 03     |
| 4.  | Pärnu JK            | 3   | 0 | 0 | 3 | 000:600 | −6    | 0      |

| 11. August 2012     |     |                     |
| BIIK Kazygurt       | 3:0 | Pärnu JK            |
| NSA Sofia           | 0:7 | FK Spartak Subotica |
| 13. August 2012     |     |                     |
| NSA Sofia           | 2:0 | Pärnu JK            |
| FK Spartak Subotica | 0:2 | BIIK Kazygurt       |
| 16. August 2012     |     |                     |
| BIIK Kazygurt       | 4:0 | NSA Sofia           |
| Pärnu JK            | 0:1 | FK Spartak Subotica |

### Gruppe 3
Turnier in Valletta (Malta).
| Pl. | Verein           | Sp. | S | U | N | Tore    | Diff. | Punkte |
| --- | ---------------- | --- | - | - | - | ------- | ----- | ------ |
| 1.  | CFF Olimpia Cluj | 3   | 3 | 0 | 0 | 016:300 | +13   | 09     |
| 2.  | SU 1º Dezembro   | 3   | 2 | 0 | 1 | 006:400 | +2    | 06     |
| 3.  | Glentoran LFC    | 3   | 1 | 0 | 2 | 005:900 | −4    | 03     |
| 4.  | FC Birkirkara    | 3   | 0 | 0 | 3 | 001:120 | −11   | 0      |

| 11. August 2012  |     |                  |
| SU 1º Dezembro   | 4:0 | Glentoran LFC    |
| CFF Olimpia Cluj | 8:0 | FC Birkirkara    |
| 13. August 2012  |     |                  |
| SU 1º Dezembro   | 1:0 | FC Birkirkara    |
| Glentoran LFC    | 2:4 | CFF Olimpia Cluj |
| 16. August 2012  |     |                  |
| CFF Olimpia Cluj | 4:1 | SU 1º Dezembro   |
| FC Birkirkara    | 1:3 | Glentoran LFC    |

### Gruppe 4
Turnier in Bratislava (Slowakei).
| Pl. | Verein               | Sp. | S | U | N | Tore    | Diff. | Punkte |
| --- | -------------------- | --- | - | - | - | ------- | ----- | ------ |
| 1.  | RTP Unia Racibórz    | 3   | 3 | 0 | 0 | 017:100 | +16   | 09     |
| 2.  | Slovan Bratislava    | 3   | 2 | 0 | 1 | 011:700 | +4    | 06     |
| 3.  | FK Babrujtschanka    | 3   | 1 | 0 | 2 | 007:900 | −2    | 03     |
| 4.  | ŽFK Ekonomist Nikšić | 3   | 0 | 0 | 3 | 002:200 | −18   | 0      |

| 11. August 2012      |     |                      |
| RTP Unia Racibórz    | 5:0 | Slovan Bratislava    |
| FK Babrujtschanka    | 5:1 | ŽFK Ekonomist Nikšić |
| 13. August 2012      |     |                      |
| RTP Unia Racibórz    | 7:1 | ŽFK Ekonomist Nikšić |
| Slovan Bratislava    | 3:2 | FK Babrujtschanka    |
| 16. August 2012      |     |                      |
| FK Babrujtschanka    | 0:5 | RTP Unia Racibórz    |
| ŽFK Ekonomist Nikšić | 0:8 | Slovan Bratislava    |

### Gruppe 5
Turnier in Sarajevo (Bosnien und Herzegowina).
| Pl. | Verein            | Sp. | S | U | N | Tore    | Diff. | Punkte |
| --- | ----------------- | --- | - | - | - | ------- | ----- | ------ |
| 1.  | SFK 2000 Sarajevo | 3   | 2 | 1 | 0 | 006:100 | +5    | 07     |
| 2.  | Peamount United   | 3   | 2 | 0 | 1 | 009:400 | +5    | 06     |
| 3.  | ASA Tel-Aviv FC   | 3   | 1 | 1 | 1 | 006:600 | ±0    | 04     |
| 4.  | Cardiff Met. LFC  | 3   | 0 | 0 | 3 | 000:100 | −10   | 0      |

| 11. August 2012   |     |                   |
| SFK 2000 Sarajevo | 4:0 | Peamount United   |
| ASA Tel-Aviv      | 5:0 | Cardiff Met. LFC  |
| 13. August 2012   |     |                   |
| Peamount United   | 5:0 | ASA Tel-Aviv      |
| SFK 2000 Sarajevo | 1:0 | Cardiff Met. LFC  |
| 16. August 2012   |     |                   |
| ASA Tel-Aviv      | 1:1 | SFK 2000 Sarajevo |
| Cardiff Met. LFC  | 0:4 | Peamount United   |

### Gruppe 6
Turnier in Limassol (Zypern).
| Pl. | Verein               | Sp. | S | U | N | Tore    | Diff. | Punkte |
| --- | -------------------- | --- | - | - | - | ------- | ----- | ------ |
| 1.  | Apollon Limassol     | 3   | 3 | 0 | 0 | 031:000 | +31   | 09     |
| 2.  | Schytlobud-1 Charkiw | 3   | 2 | 0 | 1 | 016:500 | +11   | 06     |
| 3.  | KÍ Klaksvík          | 3   | 1 | 0 | 2 | 012:100 | +2    | 03     |
| 4.  | Ada Velipoje         | 3   | 0 | 0 | 3 | 002:460 | −44   | 0      |

| 11. August 2012      |       |                      |
| Apollon Limassol     | 7:0   | KÍ Klaksvík          |
| Schytlobud-1 Charkiw | 14:10 | Ada Velipoje         |
| 13. August 2012      |       |                      |
| KÍ Klaksvík          | 1:2   | Schytlobud-1 Charkiw |
| Apollon Limassol     | 21:00 | Ada Velipoje         |
| 16. August 2012      |       |                      |
| Schytlobud-1 Charkiw | 0:3   | Apollon Limassol     |
| Ada Velipoje         | 01:11 | KÍ Klaksvík          |

### Gruppe 7
Turnier in Skopje (Mazedonien).
| Pl. | Verein            | Sp. | S | U | N | Tore    | Diff. | Punkte |
| --- | ----------------- | --- | - | - | - | ------- | ----- | ------ |
| 1.  | MTK Budapest FC   | 3   | 3 | 0 | 0 | 014:000 | +14   | 09     |
| 2.  | PAOK Thessaloniki | 3   | 2 | 0 | 1 | 009:200 | +7    | 06     |
| 3.  | ŽFK Naše Taksi    | 3   | 1 | 0 | 2 | 005:100 | −5    | 03     |
| 4.  | Skonto Riga       | 3   | 0 | 0 | 3 | 002:180 | −16   | 0      |

| 11. August 2012   |     |                   |
| PAOK Thessaloniki | 1:0 | ZFK Naše Taksi    |
| MTK Budapest FC   | 5:0 | Skonto Riga       |
| 13. August 2012   |     |                   |
| PAOK Thessaloniki | 8:0 | Skonto Riga       |
| ZFK Naše Taksi    | 0:7 | MTK Budapest FC   |
| 16. August 2012   |     |                   |
| MTK Budapest FC   | 2:0 | PAOK Thessaloniki |
| Skonto Riga       | 2:5 | ZFK Naše Taksi    |

### Gruppe 8
Turnier in Vantaa (Finnland).
| Pl. | Verein            | Sp. | S | U | N | Tore    | Diff. | Punkte |
| --- | ----------------- | --- | - | - | - | ------- | ----- | ------ |
| 1.  | Glasgow City FC   | 3   | 2 | 1 | 0 | 015:300 | +12   | 07     |
| 2.  | PK-35 Vantaa      | 3   | 2 | 1 | 0 | 010:200 | +8    | 07     |
| 3.  | ŽNK Osijek        | 3   | 1 | 0 | 2 | 014:700 | +7    | 03     |
| 4.  | FC Noroc Nimoreni | 3   | 0 | 0 | 3 | 001:280 | −27   | 0      |

| 11. August 2012   |       |                   |
| PK-35 Vantaa      | 6:0   | FC Noroc Nimoreni |
| Glasgow City FC   | 3:2   | ŽNK Osijek        |
| 13. August 2012   |       |                   |
| Glasgow City FC   | 11:00 | FC Noroc Nimoreni |
| ŽNK Osijek        | 1:3   | PK-35 Vantaa      |
| 16. August 2012   |       |                   |
| PK-35 Vantaa      | 1:1   | Glasgow City FC   |
| FC Noroc Nimoreni | 01:11 | ŽNK Osijek        |

### Tabelle der Gruppen-Zweiten
Neben den Gruppensiegern qualifizierten sich auch die beiden besten Gruppen-Zweiten für die nächste Runde. Dabei wurde das Ergebnis gegen den Gruppenletzten nicht gewertet. Die Reihenfolge ergab sich aus folgenden Kriterien:
1. Größere Anzahl der erreichten Punkte
2. Größere Tordifferenz
3. Größere Zahl der erzielten Tore
4. Größerer Klub-Koeffizient
5. Fairplay-Verhalten in allen Gruppenspielen

| Pl. | Verein               | Sp. | S | U | N | Tore    | Diff. | Punkte | Gr. |
| --- | -------------------- | --- | - | - | - | ------- | ----- | ------ | --- |
| 1.  | PK-35 Vantaa         | 2   | 1 | 1 | 0 | 004:200 | +2    | 04     | 8   |
| 2.  | FK Spartak Subotica  | 2   | 1 | 0 | 1 | 007:200 | +5    | 03     | 2   |
| 3.  | SU 1º Dezembro       | 2   | 1 | 0 | 1 | 005:400 | +1    | 03     | 3   |
| 4.  | Peamount United      | 2   | 1 | 0 | 1 | 005:400 | +1    | 03     | 5   |
| 5.  | ŽNK Pomurje Beltinci | 2   | 1 | 0 | 1 | 004:400 | ±0    | 03     | 1   |
| 6.  | PAOK Thessaloniki    | 2   | 1 | 0 | 1 | 001:200 | −1    | 03     | 7   |
| 7.  | Schytlobud-1 Charkiw | 2   | 1 | 0 | 1 | 002:400 | −2    | 03     | 6   |
| 8.  | Slovan Bratislava    | 2   | 1 | 0 | 1 | 003:700 | −4    | 03     | 3   |

## Finalrunden

### Sechzehntelfinale
Im Sechzehntelfinale griffen die Vertreter der stärksten Verbände sowie der Titelverteidiger in den Wettbewerb ein. Die Auslosung erfolgte am 23. August 2012 in Nyon. Für die Auslosung wurden 16 Mannschaften gesetzt, welche zuerst auswärts antraten. Die Hinspiele fanden am 25. bis 27. September, die Rückspiele am 3. und 4. Oktober 2012 statt.
|                      | Gesamt    |                         | Hinspiel | Rückspiel |
| -------------------- | --------- | ----------------------- | -------- | --------- |
| FC Barcelona         | 0:7       | Arsenal LFC             | 0:3      | 0:4       |
| Standard Lüttich     | 1:8       | 1. FFC Turbine Potsdam  | 1:3      | 0:5       |
| Apollon Limassol LFC | 3:6       | ASD Torres              | 2:3      | 1:3       |
| CFF Olimpia Cluj     | (a)3:3(a) | SV Neulengbach          | 1:1      | 2:2 n. V. |
| RTP Unia Racibórz    | 02:11     | VfL Wolfsburg           | 1:5      | 1:6       |
| BIIK Kazygurt        | 0:8       | Røa IL                  | 0:4      | 0:4       |
| SFK 2000 Sarajevo    | 0:6       | Sparta Prag             | 0:3      | 10:31     |
| ADO Den Haag         | 3:5       | FK Rossijanka           | 1:4      | 2:1       |
| UMF Stjarnan         | 1:3       | FC Sorki Krasnogorsk    | 0:0      | 1:3       |
| PK-35 Vantaa         | 00:12     | Olympique Lyon          | 0:7      | 0:5       |
| Birmingham City LFC  | 2:3       | ASD CF Bardolino        | 2:0      | 0:3 n. V. |
| MTK Budapest FC      | 01:10     | LdB FC Malmö            | 0:4      | 1:6       |
| Stabæk FK            | 5:3       | Brøndby IF              | 2:0      | 3:3       |
| FC Zürich            | 1:2       | Juvisy FCF              | 1:1      | 0:1       |
| Glasgow City FC      | 1:2       | Fortuna Hjørring        | 1:2      | 0:0       |
| FK Spartak Subotica  | 0:4       | Kopparbergs/Göteborg FC | 0:1      | 0:3       |

1 Rückspiel am 11. Oktober 2012.

### Achtelfinale
Die Hinspiele fanden am 31. Oktober bzw. 1. November, die Rückspiele am 7. und 8. November 2012 statt.
|                      | Gesamt |                         | Hinspiel | Rückspiel |
| -------------------- | ------ | ----------------------- | -------- | --------- |
| Arsenal LFC          | 6:4    | 1. FFC Turbine Potsdam  | 2:1      | 4:3       |
| ASD Torres           | 7:1    | CFF Olimpia Cluj        | 4:1      | 3:0       |
| VfL Wolfsburg        | 5:2    | Røa IL                  | 4:1      | 1:1       |
| Sparta Prag          | 2:3    | FK Rossijanka           | 0:1      | 2:2       |
| FC Sorki Krasnogorsk | 00:11  | Olympique Lyon          | 0:9      | 0:2       |
| ASD CF Bardolino     | 0:3    | LdB FC Malmö            | 0:1      | 0:2       |
| Stabæk FK            | 1:2    | Juvisy FCF              | 0:0      | 1:2       |
| Fortuna Hjørring     | 3:4    | Kopparbergs/Göteborg FC | 1:1      | 2:3       |

### Viertelfinale
Die Hinspiele fanden am 20. März 2013, die Rückspiele eine Woche später statt. Viertel- und Halbfinale wurden am 27. November 2012 ausgelost.
|                | Gesamt |                         | Hinspiel | Rückspiel |
| -------------- | ------ | ----------------------- | -------- | --------- |
| Arsenal LFC    | 4:1    | ASD Torres              | 3:1      | 1:0       |
| VfL Wolfsburg  | 4:1    | FK Rossijanka           | 2:1      | 2:0       |
| Olympique Lyon | 8:0    | LdB FC Malmö            | 5:0      | 3:0       |
| Juvisy FCF     | 4:1    | Kopparbergs/Göteborg FC | 1:0      | 3:1       |

### Halbfinale
Die Hinspiele fanden am 13. bzw. 14. April 2013, die Rückspiele eine Woche später statt.
|                | Gesamt |               | Hinspiel | Rückspiel |
| -------------- | ------ | ------------- | -------- | --------- |
| Arsenal LFC    | 1:4    | VfL Wolfsburg | 0:2      | 1:2       |
| Olympique Lyon | 9:1    | Juvisy FCF    | 3:0      | 6:1       |

### Finale
| VfL Wolfsburg                                 | VfL Wolfsburg | Olympique Lyon | Olympique Lyon | Aufstellung                                    |
| --------------------------------------------- | --- | --- | -------------- | ---------------------------------------------- |
| VfL Wolfsburg                                 | \| 23. Mai 2013 in London (Stamford Bridge) \| \| Ergebnis: 1:0 (0:0) \| \| Zuschauer: 19.278 \| \| Schiedsrichterin: Teodora Albon ( Rumänien) 1 \|                                                                                                   | \| 23. Mai 2013 in London (Stamford Bridge) \| \| Ergebnis: 1:0 (0:0) \| \| Zuschauer: 19.278 \| \| Schiedsrichterin: Teodora Albon ( Rumänien) 1 \| | Olympique Lyon | Aufstellung VfL Wolfsburg gegen Olympique Lyon |
| VfL Wolfsburg                                 | Alisa Vetterlein – Luisa Wensing, Josephine Henning, Zsanett Jakabfi (89. Lina Magull) – Anna Blässe, Nadine Keßler , Ivonne Hartmann, Lena Goeßling – Alexandra Popp, Martina Müller, Conny Pohlers (82. Navina Omilade) Cheftrainer: Ralf Kellermann | Sarah Bouhaddi – Corine Franco, Wendie Renard, Laura Georges, Sonia Bompastor – Amandine Henry, Louisa Nécib, Camille Abily (67. Eugénie Le Sommer), Megan Rapinoe (46. Lara Dickenmann; 89. Amel Majri) – Lotta Schelin, Élodie Thomis Cheftrainer: Patrice Lair | Olympique Lyon | Aufstellung VfL Wolfsburg gegen Olympique Lyon |
| VfL Wolfsburg                                 | 1:0 Martina Müller (73., HE) | | Olympique Lyon | Aufstellung VfL Wolfsburg gegen Olympique Lyon |
| VfL Wolfsburg                                 | Lina Magull (90.) | Wendie Renard (88.) | Olympique Lyon | Aufstellung VfL Wolfsburg gegen Olympique Lyon |
| 23. Mai 2013 in London (Stamford Bridge)      | | |                |                                                |
| Ergebnis: 1:0 (0:0)                           | | |                |                                                |
| Zuschauer: 19.278                             | | |                |                                                |
| Schiedsrichterin: Teodora Albon ( Rumänien) 1 | | |                |                                                |

## Beste Torschützinnen
Nachfolgend sind die erfolgreichsten Torschützinnen dieser Champions-League-Saison (einschließlich Qualifikation) aufgeführt. Die Sortierung erfolgt nach Anzahl ihrer Treffer und bei gleicher Toranzahl alphabetisch.
| Rang | Spielerin        | Klub                   | Tore |
| ---- | ---------------- | ---------------------- | ---- |
| 1    | Laura Rus        | Apollon Limassol LFC   | 11   |
| 2    | Chinasa          | RTP Unia Racibórz      | 9    |
|      | Cosmina Dușa     | CFF Olimpia Cluj       | 9    |
| 4    | Patrizia Panico  | ASD Torres             | 8    |
|      | Conny Pohlers    | VfL Wolfsburg          | 8    |
| 6    | Liliana Kostowa  | Apollon Limassol LFC   | 7    |
|      | Lotta Schelin    | Olympique Lyon         | 7    |
|      | Fanny Vágó       | MTK Budapest FC        | 7    |
| 9    | Sinead Farrelly  | Apollon Limassol LFC   | 6    |
|      | Sofia Purkhús    | KÍ Klaksvík            | 6    |
|      | Laëtitia Tonazzi | Olympique Lyon         | 6    |
| 12   | Camille Abily    | Olympique Lyon         | 5    |
|      | Nataša Andonova  | 1. FFC Turbine Potsdam | 5    |
|      | Alina Litwinenko | BIIK Kazygurt          | 5    |
|      | Martina Müller   | VfL Wolfsburg          | 5    |
|      | Louisa Nécib     | Olympique Lyon         | 5    |